# كينيث ستيفنز
كينيث ستيفنز (بالإنجليزية: Kenneth N. Stevens)‏ هو عالم كندي في مجال هندسة كهربائية ولد في 24 مارس 1924 في، حائز على جائزة قلادة العلوم الوطنية الأمريكية.

## وصلات خارجية
- الموقع الرسمي لجائزة قلادة العلوم الوطنية الأمريكية